# Kirchahorn

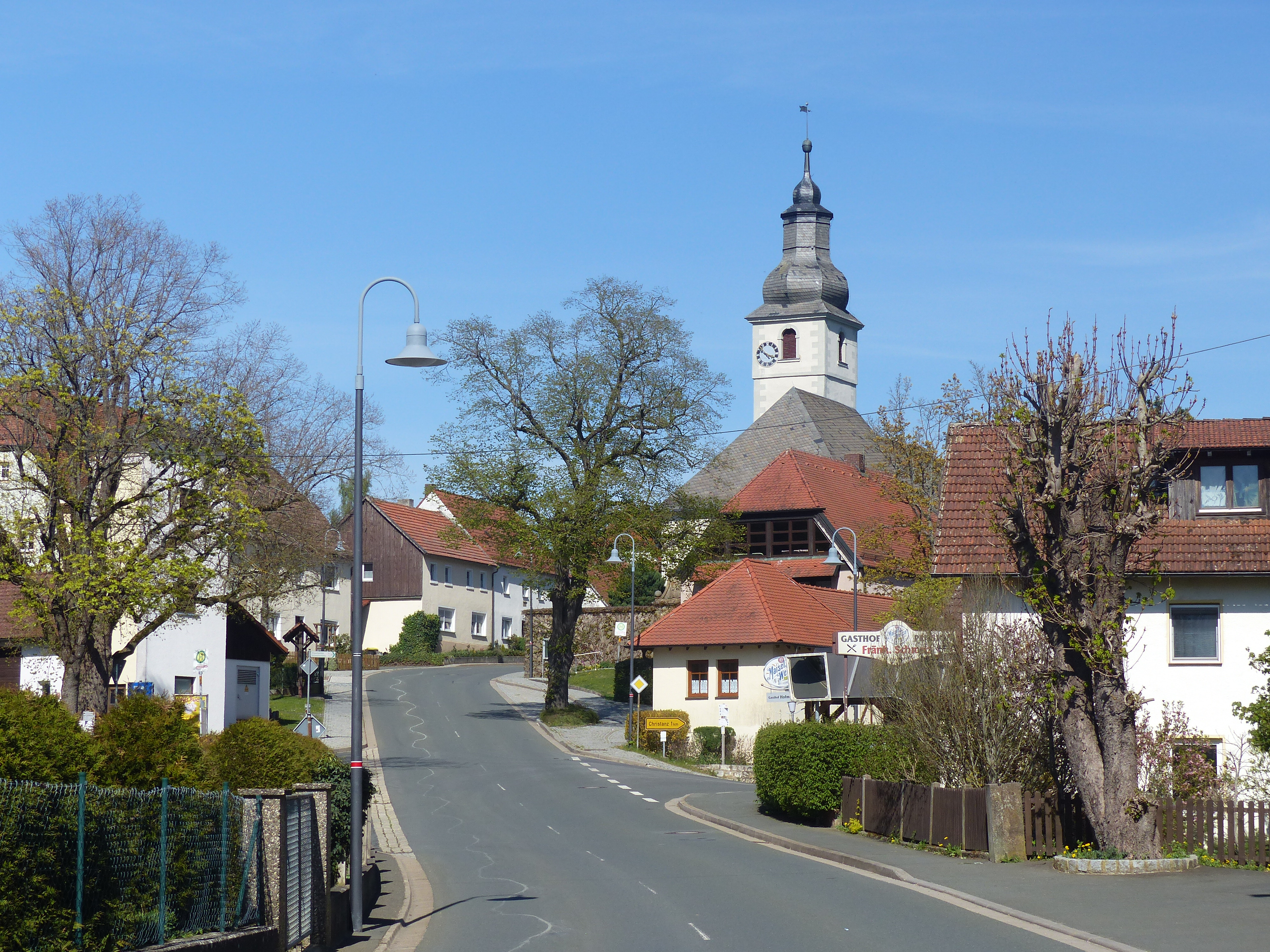
Ortsmitte von Südwesten

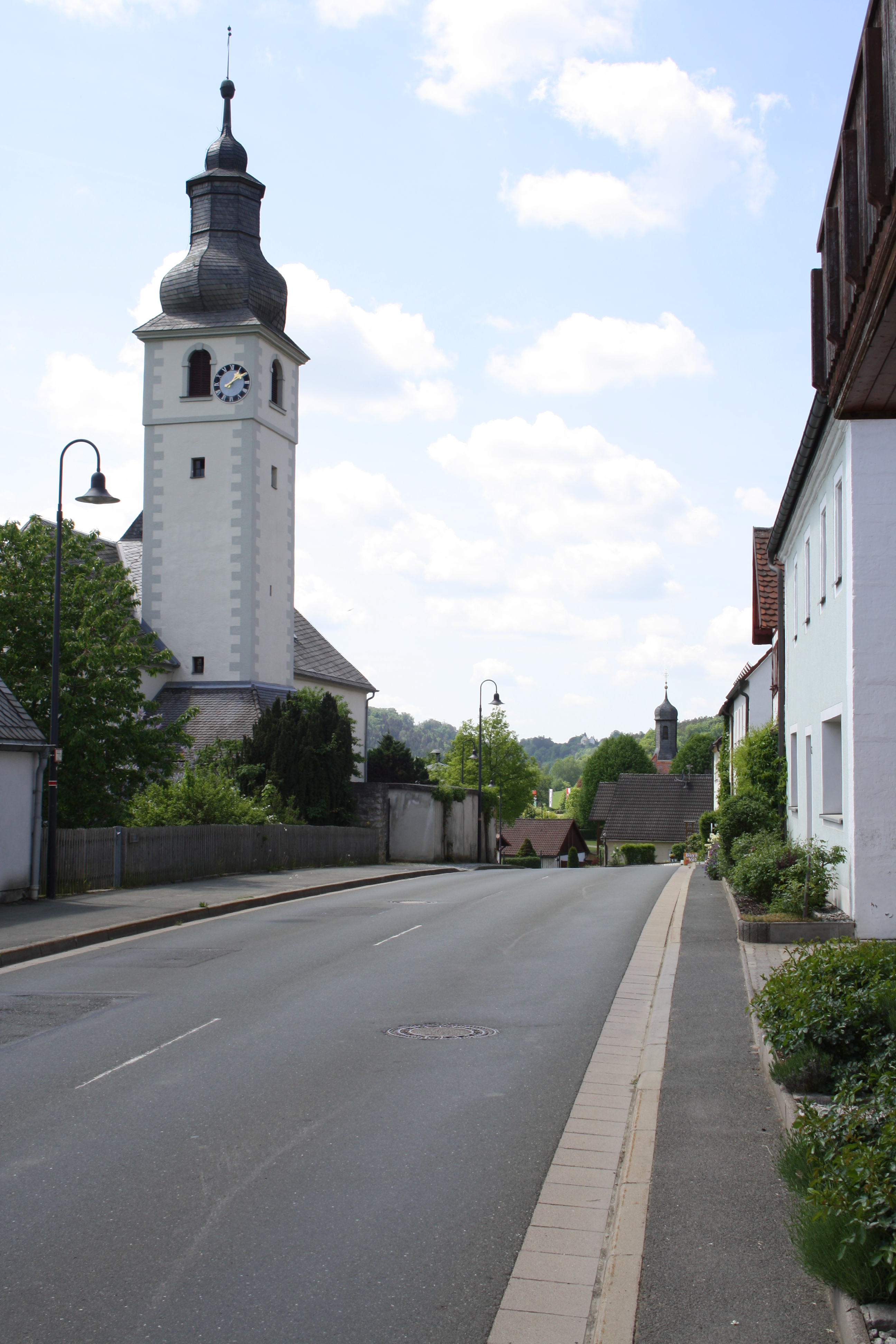
Ortsmitte von Osten

Kirchahorn ist ein Gemeindeteil der Gemeinde Ahorntal im Landkreis Bayreuth (Oberfranken, Bayern). Die Gemarkung Kirchahorn hat eine Fläche von 8,507 km². Sie ist in 1246 Flurstücke aufgeteilt, die eine durchschnittliche Flurstücksfläche von 6827,06 m² haben. In ihr liegen neben dem namensgebenden Ort die Gemeindeteile Dentlein, Klausstein, Neumühle, Rabenstein, Schweinsmühle, Weiher, Windmühle, Wünschendorf und Zauppenberg.

## Geografie

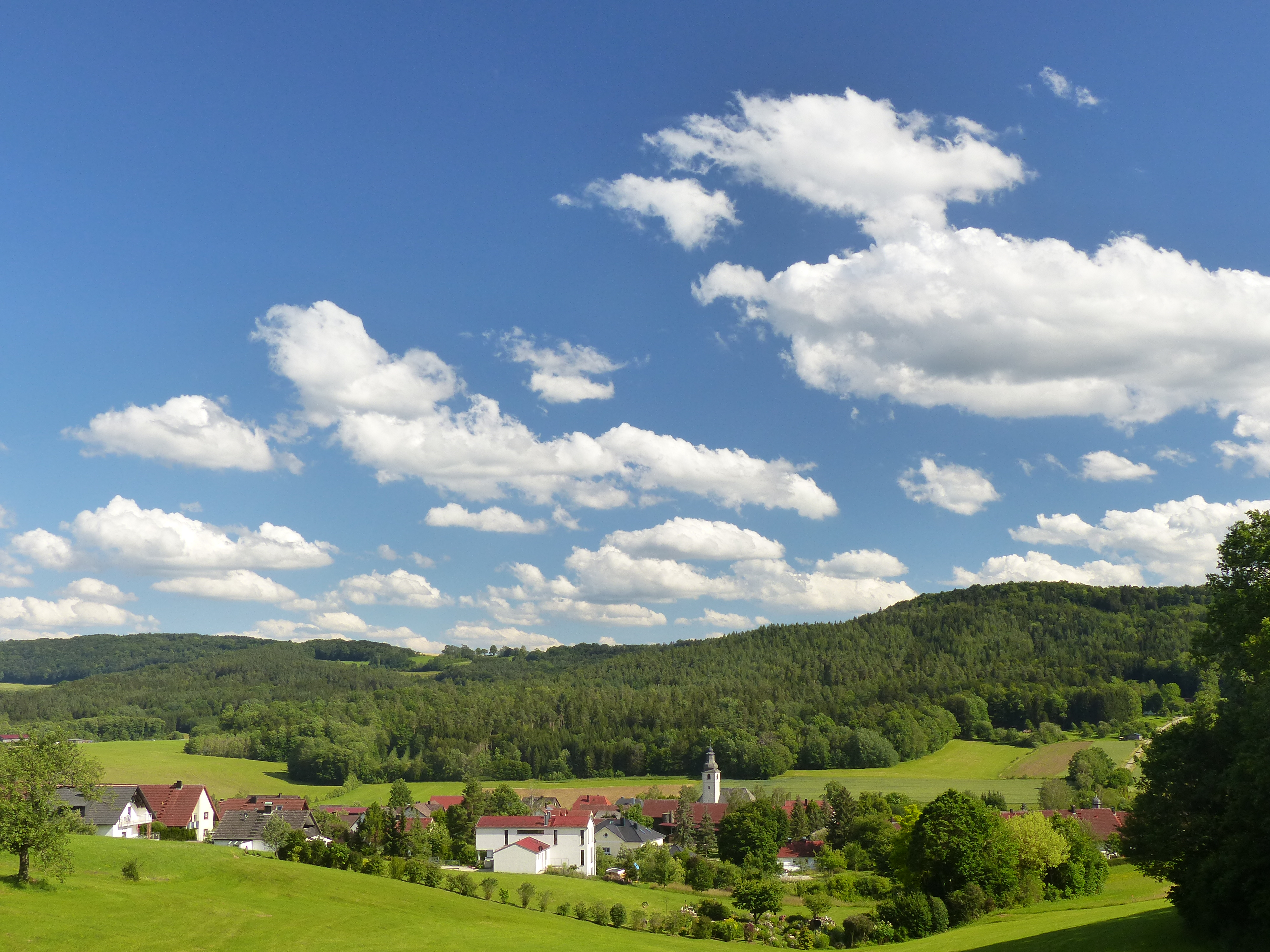
Kirchahorn von Nordnordwesten her gesehen

Das Pfarrdorf im nordöstlichen Bereich der Fränkischen Schweiz ist etwa 17 Kilometer von dem nordöstlich liegenden Ortszentrum von Bayreuth entfernt.

## Geschichte
Der Ort wurde 1315 als „Ahoren“ erstmals urkundlich erwähnt.
Bis zum Beginn des 19. Jahrhunderts unterstand die Dorfmarkung von Kirchahorn der Landeshoheit reichsunmittelbarer Adeliger, die sich in dem zum Fränkischen Ritterkreis gehörenden Ritterkanton Gebürg organisiert hatten. Die Dorf- und Gemeindeherrschaft übte die Adelsfamilie von Schönborn aus. Die Hochgerichtsbarkeit stand den zum Hochstift Bamberg gehörenden Amt Waischenfeld als Centamt zu. Als die reichsritterschaftlichen Territorien in der Fränkischen Schweiz infolge des Reichsdeputationshauptschlusses mediatisiert wurden, wurde Kirchahorn unter Bruch der Reichsverfassung am 1. November 1805 vom Kurfürstentum Pfalz-Baiern annektiert. Damit wurde das Dorf Bestandteil der bei der „napoleonischen Flurbereinigung“ in Besitz genommenen neubayerischen Gebiete, was erst im Juli 1806 mit der Rheinbundakte nachträglich legalisiert wurde.
Durch die Verwaltungsreformen im Königreich Bayern wurde Kirchahorn mit dem Zweiten Gemeindeedikt im Jahr 1818 eine Ruralgemeinde, zu der die Orte Dentlein, Klausstein, Neumühle, Rabenstein, Schweinsmühle, Weiher, Windmühle, Wünschendorf und Zauppenberg gehörten. Im Zuge der Gebietsreform in Bayern wurde am 1. April 1971 die Gemeinde Christanz mit dem Weiler Brünnberg eingegliedert. Die dadurch vergrößerte Gemeinde Kirchahorn wurde am 1. Januar 1972 ein Bestandteil der neu gebildeten Gemeinde Ahorntal mit dem Verwaltungssitz in Kirchahorn.
Das alte Rathaus wurde 2017 als Sitz der Gemeindeverwaltung aufgegeben, die Behörde zog in eine Containeranlage am östlichen Ortsrand. Aufgrund hochgradiger Belastung mit PCP und Lindan wurde eine Sanierung und Rückkehr in das Gebäude ausgeschlossen, das (Stand Januar 2024) verkauft werden soll.

## Verkehr
Die aus dem Nordosten von Hundshof kommende Staatsstraße 2185 durchquert den Ort und führt in südwestlicher Richtung weiter nach Oberailsfeld. Gemeindeverbindungsstraßen verbinden Kirchahorn mit Christanz, Dentlein, Weiher und Wünschendorf. Der ÖPNV bedient das Dorf an einer Haltestelle der Buslinien 388 und 396 des VGN. Die am schnellsten erreichbaren Bahnhöfe befinden sich in Creußen, Schnabelwaid und Pegnitz. Der nächste Fernbahnhof ist der Hauptbahnhof in Bayreuth.

## Baudenkmäler

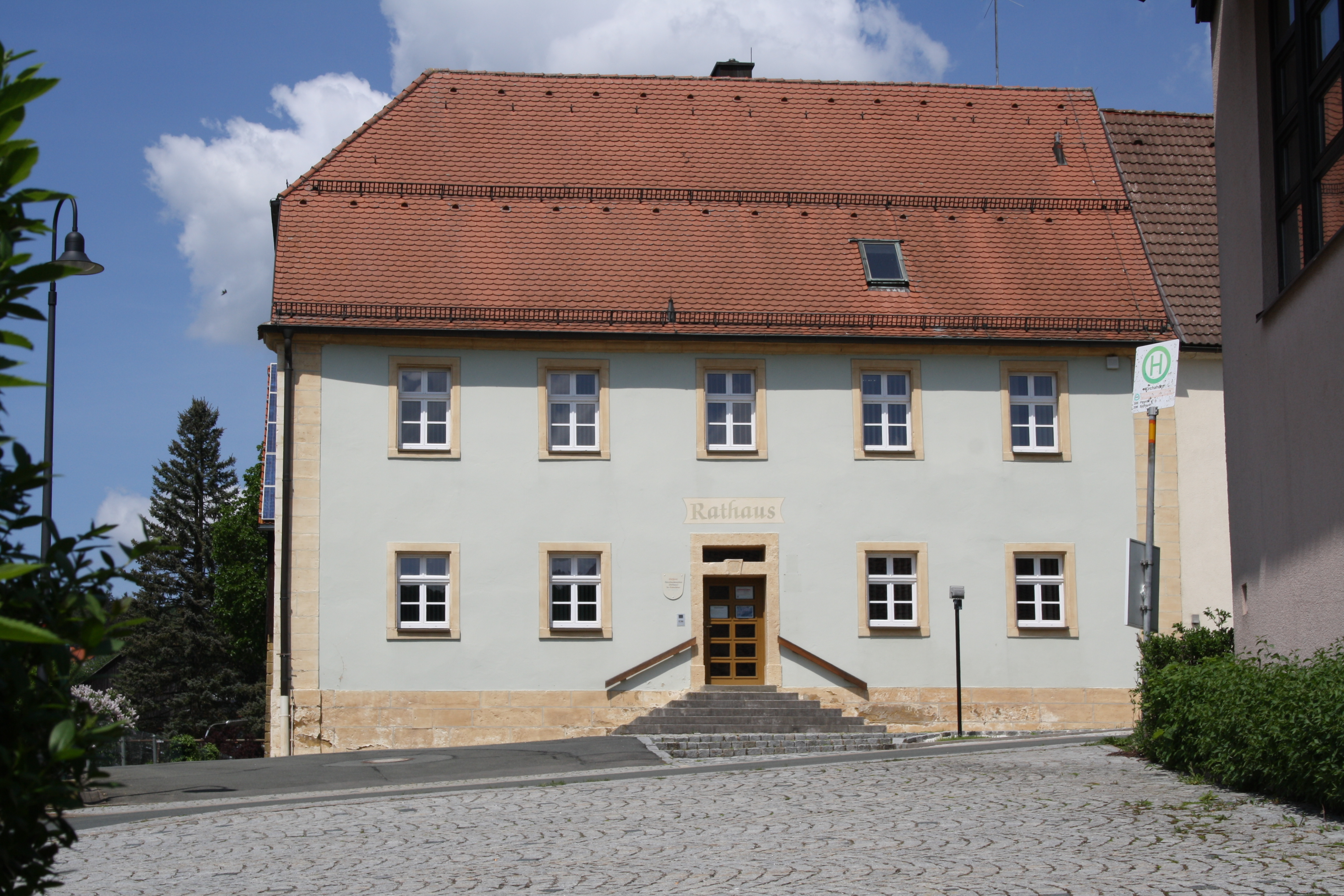
Altes Rathaus

In und um Kirchahorn gibt es sieben denkmalgeschützte Bauwerke, darunter das alte Rathaus, die evangelische Pfarrkirche St. Michael und Jakobus, die katholische Kapelle Heilig Kreuz und zwei Kreuzsteine.